# 麦格雷戈 (明尼苏达州)
麦格雷戈（McGregor），美国明尼苏达州艾特金县城市。总面积5.46平方公里，总人口391（2010年美国人口普查）。